# Rick Pendleton
Rick Pendleton (nascido em 12 de janeiro de 1985) é um nadador paralímpico australiano, natural de Sydney. Defendeu as cores da Austrália disputando três provas da natação nos Jogos Paralímpicos do Rio de Janeiro, em 2016, ficando em quinto nos 100 metros costas SB9, mas não conseguiu chegar às finais dos 100 metros borboleta S10 e dos 200 metros medley individual, da categoria SM10. É medalhista de ouro em Atenas 2004, obtida na prova dos 4x100 metros medley (34 pontos) e disputou os Jogos de Pequim 2008, onde conquistara duas medalhas de prata, nos 4x100 metros 34 pontos, com a equipe australiana, e nos 200 metros medley individual SM10.